# 사우스워스 대 올리버 사건
사우스워스 대 올리버 사건(Southworth v. Oliver, 587 P. 2d 994 (Ore. 1978))은 미국의 부동산 관련 판례로 1978년의 판결이다.

## 사실 관계
피고인 올리버는 원고 사우스워스를 비롯한 몇 사람과 부동산매매에 대한 사전협의 중 부동산의 소유자인 올리버가 부동산의 매매가격, 면적, 위치 및 계약조건 등의 정보를 사우스워스를 비롯한 여러 사람에게 전달하였다. 사우스워스 등은 정보를 받아서 이를 청약으로 받아들이고 올리버에게 부동산을 구매하기로 승낙의 의사표시를 전달하였으나 이에 대해 올리버는 정보의 내용 중에 청약이란 용어를 사용하지 않았으므로 이는 단순히 부동산 정보를 제공하는 것일뿐, 법적인 의미에서 청약은 아니라고 주장하였다.

## 판결
법원은 청약의 존재여부를 결정할 때 청약자가 청약이란 용어를 사용하지 않는 경우라도 합리적인 자의 객관적 입장에서 볼 때에 청약으로 판단되는 경우에는 청약으로 간주할 수 있으며 따라서 본 사건에서 올리버의 행위는 청약에 해당된다고 판결했다.

## 같이 보기
- 미국의 계약법